# János vitéz (film, 1968)
A  János vitéz 1968-ben bemutatott magyar televíziós zenés játékfilm, amelyet a Magyar Televízió készített. A film Petőfi Sándor elbeszélő költeménye nyomán írt daljátékból készült. A filmet Mikó András rendezte, a zenéjét Kacsóh Pongrác szerezte. 
Magyarországon 1968. április 30-án vetítették le a televízióban.

## Cselekmény
A Kacsóh Pongrác daljátékából készült zenés film népszerű színészeink és neves énekeseink közreműködésével eleveníti meg képernyőn a Petőfi Sándor ismert verses elbeszélése nyomán írt művet.
A mesét a történet szereplői közül Bagó mondja el.

## Alkotók
- Írta: Petőfi Sándor
- Rendezte: Mikó András
- Zenéjét szerezte: Kacsóh Pongrác
- Dalszöveg: Heltai Jenő
- Díszlettervező: Tóth A. Pál
- Vezetőoperatőr: Varga Vilmos
- Fővilágosító: Csikesz Gyula
- A rendező munkatársa: Bodnár István, Weiner Katalin
- Műszaki vezető: Mócsi László
- Gyártásvezető: Járai Béla

Készítette a Magyar Televízió

### Szereplők
| Szereplő              | Színész         | Énekhang         |
| --------------------- | --------------- | ---------------- |
| Kukorica Jancsi       | Huszti Péter    | Ilosfalvy Róbert |
| Iluska                | Várhegyi Teréz  | Zentai Anna      |
| A gonosz mostoha      | Gobbi Hilda     | Gobbi Hilda      |
| Bagó                  | Szabó Gyula     | Melis György     |
| A francia király      | Bilicsi Tivadar | Bilicsi Tivadar  |
| A francia királyleány | Halász Judit    | Gyurkovics Mária |

- Közreműködött A Magyar Rádió és Televízió énekkara és a Magyar Állami Operaház zenekara. (Vezényelt: Lukács Ervin)
- A zenei hangfelvétel a Magyar Hanglemezgyártó Vállalat Qualiton stúdiójában készült 1961-ben.